# 1993 في الدنمارك
فيما يلي قوائم الأحداث التي وقعت خلال عام 1993 في الدنمارك.

## سياسة

### تعيين في المنصب
- 25 يناير – بول نيروب راسموسين رئيس وزراء الدنمارك.

### انتهاء فترة المنصب
- 25 يناير – بول شلوتر رئيس وزراء الدنمارك.

## مواليد

### يناير
- 16 يناير – ماغنوس كورت نيلسن درّاج طريق دنماركي.

### فبراير
- 28 فبراير – إيميلي دي فورست مغنية دنماركية.

### مارس
- 16 مارس – أندرياس كورنيليوس لاعب كرة قدم دنماركي.

### أبريل
- 14 أبريل – جوزفين سكريفر عارضة دنماركية.

### يوليو
- 14 يوليو – فرانس بطرس لاعب كرة قدم دنماركي.

### ديسمبر
- 8 ديسمبر – آن سيسيلي دي لا كور لاعبة كرة يد دنماركية.

## وفيات

### فبراير
- 21 فبراير – إنجي لمان (مواليد 1888)

### أكتوبر
- 15 أكتوبر – دان توريل (مواليد 1946) كاتب دنماركي.